# Urzano
Urzano è una frazione del comune di Neviano degli Arduini, in provincia di Parma.
La località dista 2,27 km dal capoluogo.

## Geografia fisica
Urzano sorge alla quota di 479 m s.l.m., sul versante sinistro della Val Termina di Torre fino al crinale di divisione con la Val Parma.

## Storia
Il borgo fu fondato in età altomedievale; la più antica testimonianza della sua esistenza risale all'11 giugno 948, quando la quarta parte di Orceano fu donata insieme a numerosi altri beni dal re d'Italia Lotario al conte Maginfredo.
All'epoca a presidio del territorio era posto il vicino castello di Neviano, mentre in seguito in località La Bricola fu eretta una cappella, menzionata per la prima volta nel 1230.
Nel 1441 il duca di Milano Filippo Maria Visconti assegnò i feudi di Neviano, Ranzano, Pratopiano, Campora, Vezzano, Castelmozzano, San Martino di Mozzano, Urzano e Lupazzano a Paganino e Giorgio da Palù; tuttavia, l'anno seguente Giorgio non riuscì a versare la somma dovuta e l'investitura fu revocata. Il Duca incaricò il podestà di Parma Oldrado Lampugnani di governare i feudi per suo conto.
Nel 1452 il territorio di Neviano fu assegnato dall'imperatore del Sacro Romano Impero Federico III d'Asburgo ai da Correggio. Nel 1660 il duca di Parma Ranuccio II Farnese assegnò il feudo agli Scoffoni, ai quali succedette otto anni dopo il marchese Giuseppe Verugoli. In seguito di Neviano fu investito il conte Francesco Terzi, alla cui morte nel 1759 la Camera Ducale tornò in possesso del feudo. Nel 1763 la contea fu elevata a marchesato e fu acquistata da Troilo Venturi, futuro ministro ducale, che nel 1775 la permutò col feudo di Tizzano Val Parma del marchese Luigi Liberati Del Pozzo; quest'ultimo mantenne i diritti sulla zona fino alla loro abolizione sancita dai decreti napoleonici del 1805.

## Monumenti e luoghi d'interesse

### Chiesa di San Vincenzo Martire

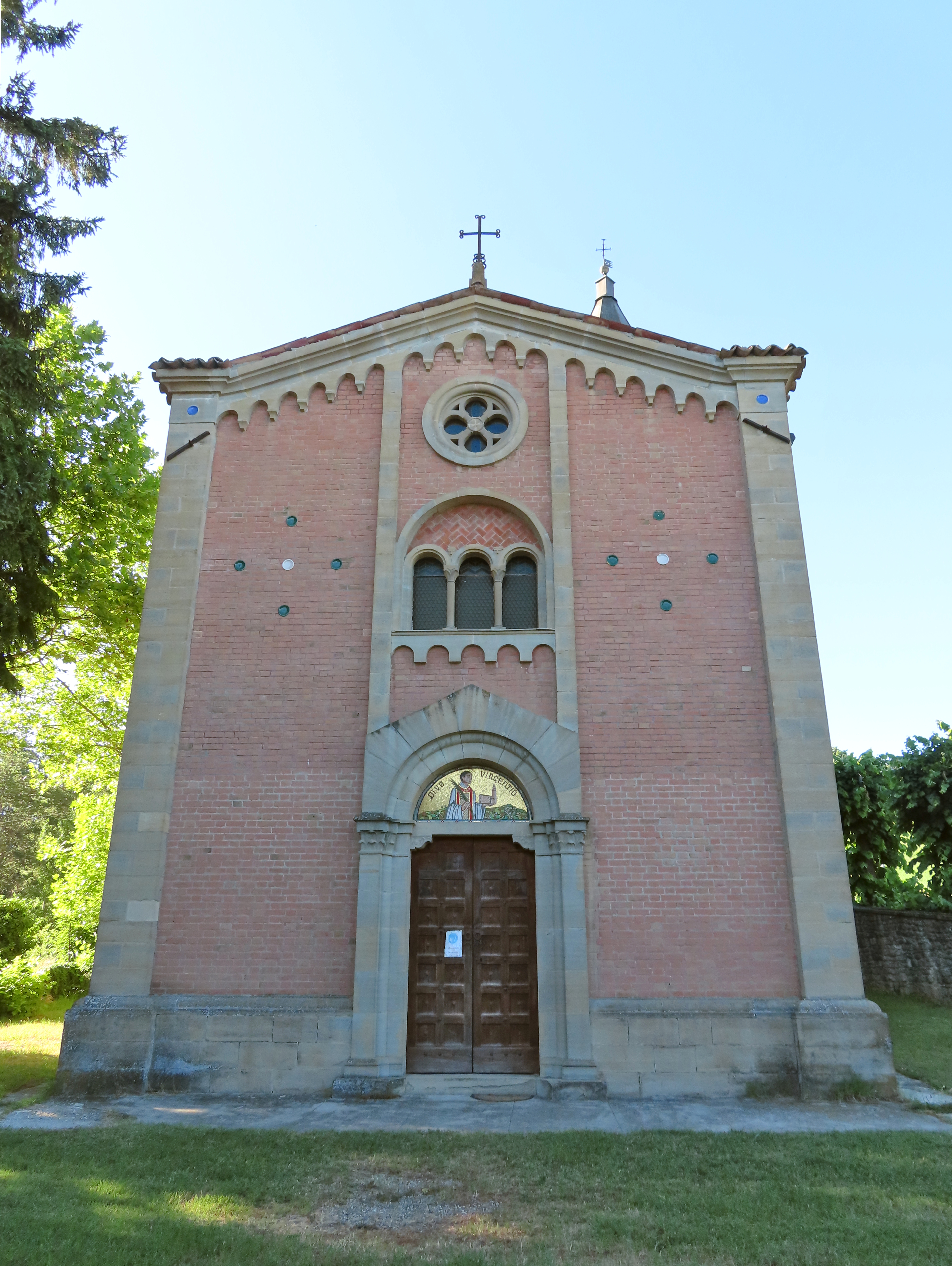
Chiesa di San Vincenzo Martire

Menzionata per la prima volta nel 1230, la cappella originaria, situata in località La Bricola, fu elevata a sede parrocchiale autonoma nel 1564 ; profondamente degradata nel 1650, fu ricostruita più a valle tra il 1656 e il 1661 e affiancata dal campanile nel 1663; completamente ristrutturata in stile neoromanico e ampliata tra il 1925 e il 1935, fu decorata internamente nel 1979 e rinforzata strutturalmente tra il 2012 e il 2017. L'edificio, sviluppato su una pianta a navata unica affiancata da una cappella per parte, presenta una facciata a capanna in laterizio, con un portale centrale strombato e sormontato da una lunetta, una trifora e un rosone; all'interno sono conservate alcune opere di pregio, tra cui la grande pala seicentesca, le quattordici stazioni settecentesche della Via Crucis, vari dipinti e oggetti liturgici realizzati tra il XVI e il XIX secolo.

## Cultura

### Casa Museo Colibri
Aperta al pubblico nel 2011 e gestita dal Centro Studi delle Valli del Termina dal 2016, la casa museo, già residenza estiva di Bruno Bricoli detto Colibri, accoglie numerose opere pittoriche da lui realizzate negli anni, donate dalla vedova Elvira Romanelli.

## Geografia antropica
Urzano risulta composta da quattro principali località distinte: La Villa, posta a quota più bassa e comprendente a sua volta i centri di Riolo, Il Borgo, Case Martini, Case Varini e Dopo Lavoro; La Chiesa, Case Bosi e Case Bedi, unite per formare il nucleo centrale della frazione; La Bricola, collocata su uno sperone a sud-ovest; Le Coste, situata in prossimità del crinale che divide la Val Termina di Torre dalla Val Parma.